# Hialmar Rendahl
Hialmar Rendahl (1891 – 1969) è stato uno zoologo svedese.

## Opere
- "Några ord om Amurområdets fiskfauna" Fauna och Flora: 265-270 (1919)
- "Om flatfiskarnas släktskapsförhållanden" Fauna och Flora: 193-210 (1919)
- "The natural history of Juan Fernandez and Easter Island" la parte intitolata "The fishes of the Juan Fernandez Islands", vol. III: 49-58 (1920)
- "The natural history of Juan Fernandez and Easter Island" la parte intitolata "The fishes of Easter Island", vol. III: 59-68 (1920)
- "Results of Dr. E Mjöbergs Swedish Scientific Expeditions to Australia 1910-13 XXVIII" Fische. Kungl. Svenska Vetenskapsakademiens Handlingar 61 (9):1-24 (1920)
- "Eine neue Barbus-Art aus Siam" Arkiv för Zoologi 12 (16):1-3 (1920)
- "Egendomlig tandbyggnad hos en flatfisk" Fauna och Flora 1921:182-189 (1921)
- "Zwei neue Cobitiden aus der Mongolei" Arkiv för Zoologi 15 (4):1-6 (1922)
- "A contribution to the ichthyology of North-West Australia" Nyt Magazin for Naturvidenskaberne 60: 164-197 (1922)
- "Fische, gesammelt von Herrn Carl Lumholtz in Bulungan, Nordost-Borneo, 1914" Nyt Magazin for Naturvidenskaberne 60: 198-204 (1922)
- "Some new Silurids from the Congo" Annals and Magazine of Natural History (9) 10: 122-127 (1922) con E. Lönnberg
- "Eine neue Art der Familie Salangidae aus China" Zoologischer Anzeiger 56:92-93 (1923)
- "Beiträge zur Kenntniss der Marinen Ichthyologie von China" Arkiv för Zoologi 16(2):1-37 (1924)
- "En ny id (Leuciscus [Idus] waleckii sinensis n. subsp.) från Kina" Fauna och Flora 1925: 193-197 (1925)
- "Eine neue Art der Gattung Glyptosternum aus China" Zoologischer Anzeiger 64:307-308 (1925)
- "Papers from Dr. Th. Mortensen's Pacific Expedition 1914-1916. XXX. Fishes from New Zealand and the Auckland-Campbell Islands" Vidensk. Medd. fra Dansk naturhistorisk Forening 81: 1-14 (1925)
- "Einige Bemerkungen über die ostasiatische Art der Gattung Channa". Blätter für Aquarien und Terrarienkunde 26 (18): 1-2 (1926)
- "Mystacoleucus mandarinus, eine neue Barbe aus China, nebst einigen Bemerkungen über die Gattung Spinibarbus Oshima" Arkiv för Zoologi 18B (11):1-4 (1926)
- "Eine neue Art der gattung Cyclogaster aus dem inneren Gelben Meer" Zoologischer Anzeiger 67: 184-186 (1926)
- "A new species of Rasbora from the Island of Labuan" Arkiv för Zoologi 18B (13):1-3 (1926)
- "Zur Nomenklatur ein paar chinesischer Siluriden" Arkiv för Zoologi 19B (1):1-6 (1927)
- "Die chinesische Art der Gattung Mastacembelus, Mastacembelus aculeatus Basilewsky 1855 für M. sinensis Bleeker 1870" Zoologischer Anzeiger 71:175-180 (1927)
- "Einige Bemerkungen über den Schultergürtel und die Brustflossenmuskulatur einiger Cobitiden" Arkiv för Zoologi 21A (16):1-31 (1930)
- "Pegasiden-Studien" Arkiv för Zoologi 21A (27):1-56 (1930)
- "Eine neue Art der Gattung Corydoras" Arkiv för Zoologi, 22A (5): 1-6 (1930) con E. Lönnberg
- "Fische aus dem östlichen Sibirischen Eisemeer und dem Nordpazifik" Arkiv för Zoologi 22A (10):1-81 (1931)
- "Ichthyologische Ergebnisse der Schwedischen Kamtchatka-Expedition 1920-1922" Arkiv för Zoologi 22A (18):1-76 (1931)
- "Die Fischfauna der Chinesischen Provinz Szetschwan" Arkiv för Zoologi 24A (16):1-134 (1932)
- "Zur Osteologie und Myologie des Schultergürtels und der Brustflosse einiger Scleroparei" Arkiv för Zoologi 26A (12):1-50 (1933)
- "Studien über die Scleroparei I. Zur Kenntnis der kranialen Anatomie der Agoniden" Arkiv för Zoologi 26A (13):1-106 (1933)
- "Studien über innerasiatische Fische" Arkiv för Zoologi 25A (11):1-51 (1933)
- "Weitere Untersuchungen über den Schultergürtel und die Brustflossenmuskulatur der Cobitiden" Arkiv för Zoologi 25A (10):1-38 (1933)
- "Untersuchungen über die Chinesischen Formen der Gattung Misgurnus" Acta Zoologica Fennica 16: 1-32 (1934)
- "Einige neue Fische aus dem Weissen Nil" Annales Zoologici Societatus Vanamo 2:11-18 (1935)
- "Ein paar neue Unterarten von Cobitis taenia" Memoranda Societatis pro Fauna et Flora Fennica 10:329-336 (1935)
- "Untersuchungen über die Misgurnus-Formen von Japan und Formosa" Mémoires du Musée Royal d'Histoire Naturelle de Belgique (Deuxième série) 3: 295-309 (1936)
- "Einige Fische aus Ecuador und Bolivia" Arkiv för Zoologi 29A (11): 1-11 (1937)
- "Über einen Misgurnus aus Tonkin" Arkiv för Zoologi 29A (12):1-4 (1937)
- "Eine neue Art der Gattung Thalassophryne aus Kolumbien" Arkiv för Zoologi 33B (2): 1-3 (1940)
- "Fische aus dem pazifischen Abflussgebeit Kolumbiens" Arkiv för Zoologi 33A (4): 1-15 (1941)
- "Con G Vestergren. 1941. Eine neue Art der Gattung Glyptosternon s. str. aus dem nordöstlichen Birma" Zoologischer Anzeiger 133:213-214 (1941)
- "Über das Vorkommen des Misgurnus anguillicaudatus anguillicaudatus (Cantor) in Birma" Arkiv för Zoologi 35A (4):1-9 (1943)
- "Einige Bemerkungen über die Gattung Nemachilichthys Day" Arkiv för Zoologi 35A (14):1-11 (1944)
- "Die auf Formosa vorkommende Form der Cobitis taenia" Arkiv för Zoologi 35A (15):1-9 (1944)
- "Einige Cobitiden von Annam und Tonkin. Göteborgs Kungl" Vetenskaps- och Vitterhets-samhälles Handlingar Sjätte Följden. Ser. B. 3(3):1-54 (1944)
- "Die vorderindischen Arten der Gattung Lepidocephalus" Arkiv för Zoologi 36A (19):1-15 (1945)
- "Die Süsswasserfische Birmas. I. Die Familie Cobitidae" Arkiv för Zoologi 40A(7):1-116 (1948)
- "Studien über die Nominatform des Nemacheilus barbatula (Lin.)" Arkiv för Zoologi (2) 3 (32):527-573 (1952)
- "The original description of the Chinese Paradisefish, Macropodus opercularis (Linnaeus)" Copeia: 145-146 (1958)